# Президентские выборы в Республике Конго (2009)
Президентские выборы прошли в Республике Конго 12 июля 2009 года. Долгое время находящийся на своей должности президент Дени Сассу-Нгессо был переизбран на еще один семилетний срок с большинством голосов, но выборы были омрачены обвинениями в нарушениях и фальсификациях со стороны оппозиции, шесть кандидатов от которой решили бойкотировать выборы. 

## Предыстория
В апреле 2009 года в рамках подготовки к выборам был проведен форум под названием «Республиканский диалог». Коалиция из примерно 20 оппозиционных партий под названием Объединенный фронт оппозиционных партий (ОФОП) решила бойкотировать форум. Паскаль Цати-Мабиала, генеральный секретарь Панафриканского союза за социал-демократию и пресс-секретарь ОФОП, осудил подготовку к выборам, заявив, что «для этих выборов не созданы такие условия, как прозрачность, пересмотр списков и уважение к оппозиции; Они не будут ни свободными, ни прозрачными, и мы будем с этим бороться». 